# Pedro José Méndez
Pedro José Méndez Ortiz (Hidalgo, Tamaulipas, 2 de noviembre de 1836—Tantoyuquita, Tamaulipas, 23 de enero de 1866) fue un general del estado mexicano de Tamaulipas. Dirigió un grupo de guerrilleros llamado "Fieles de Hidalgo" durante la Segunda Intervención Francesa.

## Niñez
Pedro José Méndez Ortiz nació el 2 de noviembre de 1836 en la hacienda San Agustín, localizada en el municipio de Villa Hidalgo, Tamaulipas, México. Sus padres fueron, el hacendado Don Pedro J. Méndez y su esposa Doña Agapita Ortiz.
Méndez empezó sus estudios a los seis años de edad en una escuela primaria de Ciudad Victoria. A los dieciséis años, Pedro J. Méndez perdió a su padre, lo cual lo obligó a que regresara a la vida del campo para atender personalmente a su familia.

## El Golpe de Estado
En 1858, el Golpe de Estado del presidente Ignacio Comonfort estaba tomando lugar en México y con la formación de los partidos Liberal y Conservador había aquellos que buscaban suprimir la recién jurada Constitución Política de la República Mexicana. Pedro José Méndez siempre demostró lealtad al Presidente Benito Juárez y a la Constitución.

## Intervención Francesa

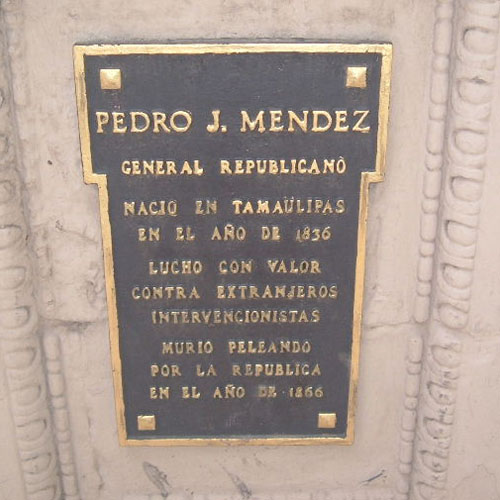
Placa de la estatua del Gral. Pedro J. Méndez.

El 23 de noviembre de 1862, entró el Ejército de Ocupación al puerto de Tampico. Con la ayuda del General Macedonio Capistrán de la Garza, Pedro J. Méndez obligó a los franceses a evacuar el puerto el 18 de enero de 1863, razón por la cual Méndez adquirió el grado de Teniente del Ejército Nacional.
El 24 de febrero de 1864, Méndez contrajo matrimonio con María de Jesús Moncayo en Ciudad Victoria y más tarde se trasladarían a su hacienda. El primero de marzo se percibió una comunicación secreta del General García al entonces Gobernador de Nuevo León, Don Santiago Vidaurri en la que ambos estaban de acuerdo en rendirse a las tropas francesas. Para evitar que esto sucediera, Méndez regresó a Ciudad Victoria y obligó al General García a huir y escogió al Coronel Julián Cerda como gobernador interino. El presidente Juárez, al enterarse de la acción heroica de Méndez, le dio la jefatura de las tropas liberales de Ciudad Victoria y Linares.
Poco después, Méndez se unió al «Cuerpo de Fieles». Escondió a su señora madre y esposa poniéndolas en un lugar seguro y se lanzó a la batalla.
El 15 de abril de 1865 atacó Ciudad Victoria. El 4 de junio del mismo año, tomó Tula tras 4 horas de combate y el 15 de julio desalojó de Santa Bárbara al Comandante Valée; por estos triunfos tan importantes para el ejército nacional, el presidente Benito Juárez le otorgó el grado de General. En diciembre de 1865, logró uno de sus triunfos más importantes en el Chamal y en la Cuesta de Cantón.

## Su Muerte
El 23 de enero de 1866 en Tantoyuquita Tamaulipas, al arrebatar a los enemigos un convoy valuado en $200,000.00, Pedro J. Méndez recibió un tiro en el pecho. «Me han muerto, no desmayen» dijo a Pedro Mata y señalando a los franceses concluyó «ahí está el camino». Méndez murió el 23 de enero de 1866, a la edad de 29 años. Sus restos ahora descansan en la Rotonda de los Tamaulipecos Ilustres en Ciudad Victoria.